# Bohdanowiczita
La bohdanowiczita és un mineral de la classe dels sulfurs. Rep el nom en honor del professor Karol Bohdanowicz (1864-1947).

## Característiques
La bohdanowiczita és un sulfur de fórmula química AgBiSe₂. Cristal·litza en el sistema trigonal. La seva duresa a l'escala de Mohs oscil·la entre 3 i 3,5.
Segons la classificació de Nickel-Strunz, la bohdanowiczita pertany a «02.JA: Sulfosals de l'arquetip PbS, derivats de la galena amb poc o gens de Pb» juntament amb els següents minerals: benjaminita, borodaevita, cupropavonita, kitaibelita, livingstonita, makovickyita, mummeïta, pavonita, grumiplucita, mozgovaïta, cupromakovickyita, kudriavita, cupromakopavonita, dantopaïta, cuprobismutita, hodrušita, padĕraïta, pizgrischita, kupčikita, schapbachita, cuboargirita, matildita i volynskita.

## Formació i jaciments
Va ser descoberta a la localitat de Kletno, al districte de Kłodzko (Baixa Silèsia, Polònia). Posteriorment ha estat descrita en diversos països més d'arreu del planeta a excepció de l'Àfrica i l'Antàrtida.